# Rutan Defiant
Rutan Model 40 Defiant je 4-sedežno dvomotorno doma zgrajeno letalo, ki ga je zasnoval Burt Rutan pri podjetju Rutan Aircraft Factory. Defiant ima dva motorja v "push-pull" (potisnik-vlačilec) konfiguraciji, kjer propeler na sprednjem vleče letalo, propeler na zadnjem delu pa potiska. Defiant ima tudi na sprednjem delu kanarde in na koncih kril velike winglete za zmanjšanje zračnega upora.

## Specifikacije (Defiant)
Splošne karakteristike
- Posadka: 1 pilot
- Število sedežev: 3 potniki
- Dolžina: 22,8 ft (6,95 m)
- Razpon kril: 30 ft 9 in (9,4 m)
- Višina: 9,33 ft ()
- Površina kril: 139,4 ft² (12,95 m²)
- Teža praznega letala: 1701 lb (771,5 kg)
- Naložena teža: 2997 lb (1360 kg)
- Maks. vzletna teža: 2997 lb (1360 kg)
- Pogon letala: 2 ×  Lycoming O-320, 160 KM (119 kW)  vsak

 Zmogljivost 
- Maks. hitrost: 188 vozlov (216 mph / 342 km/h)
- Doseg: 1130 milj (1808 km)
- Višina leta: 18000 ft (5485 m)
- Hitrost vzpenjanja: 1600 ft/min (488 m/min)